# マルベル堂

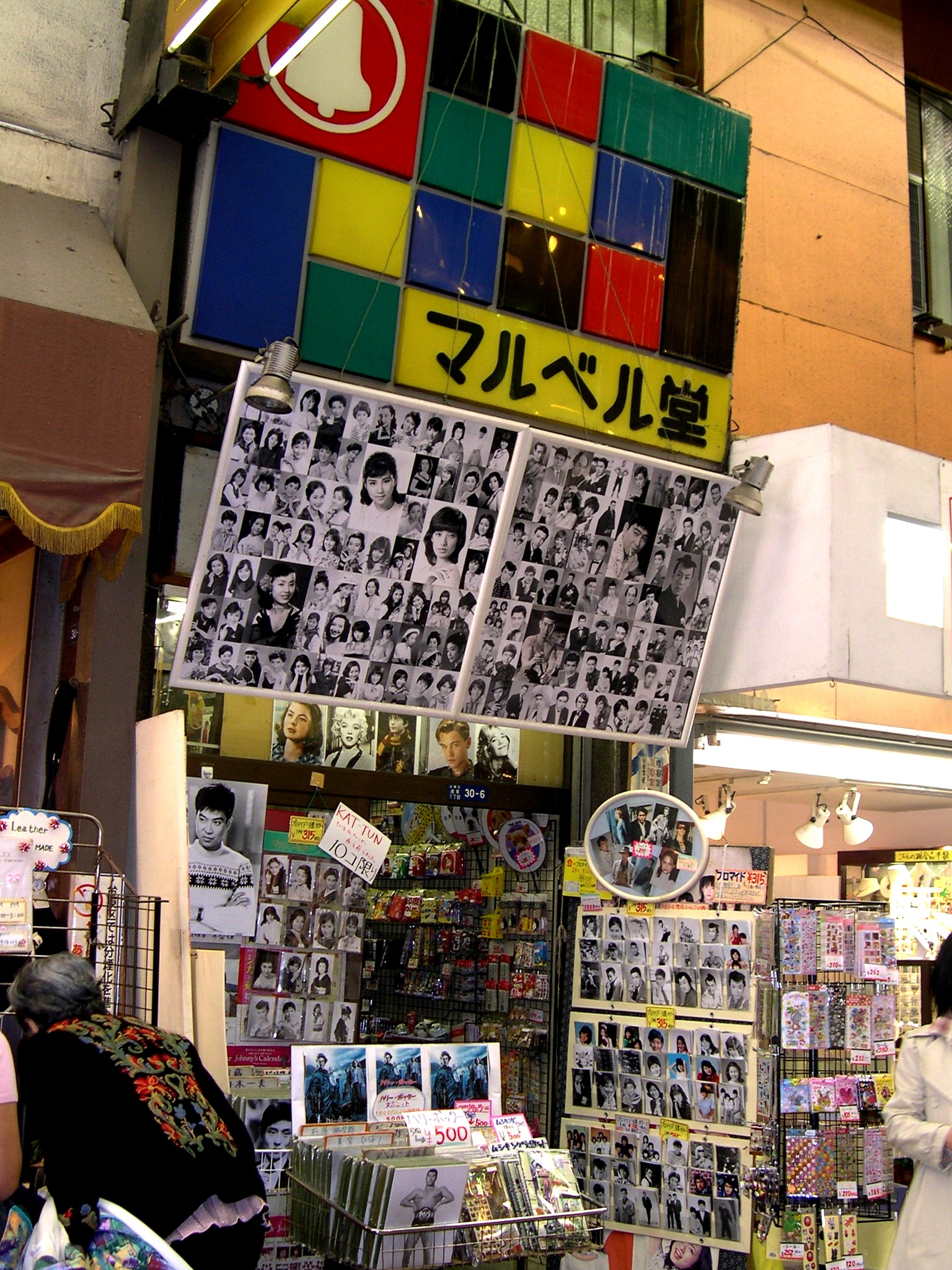
マルベル堂 プロマイド店

マルベル堂（マルベルどう）は、株式会社マルベルが経営する、日本で唯一のプロマイド専門店。
昭和の映画俳優・女優や歌手、アイドルを中心に、マルベル堂専属カメラマンが撮影し、プロマイドを出版したスターの数は約2800名。保有するネガは8万5000版を超える。

## 沿革
- 1921年（大正10年）5月5日 三ツ澤実四郎が東京市浅草区浅草馬道町1丁目（現：台東区浅草1丁目）にマルベル堂を創業。
- 1930年（昭和5年） 荒川区千住仲居町に写真製作工場を開設。
- 1931年（昭和6年） 浅草区浅草花川戸町に第2工場を開設。
- 1936年（昭和11年） 浅草寿町1丁目に撮影スタジオと製作工房を併せた「ベルスタジオ」を新設。撮影から製作まで完全な自社出版を確立する。
- 1945年（昭和20年） 東京大空襲により店舗、工房のほとんどが焼失。終戦後、花川戸に工場、浅草区役所（現：浅草公会堂）横にスタジオを開設する。
- 1948年（昭和23年） 株式会社マルベルを設立。
- 1950年（昭和25年） ベルスタジオの隣接地に、プロマイド撮影に来るスターの美粧室として「ミクニバーバー」、撮影待ちのスターにコーヒーや食事を出す「レストランベル」開設。
- 1953年（昭和28年） 三ツ澤正治が代表取締役に就任し、「三六工房」設立。D.P.E業務や映画会社・レコード会社の宣伝写真などを製造。中央区東銀座に「銀座ベルスタジオ」新設。
- 1960年（昭和35年） 駒形工房、中山工房を新設。
- 1963年（昭和38年） 新設された東芝日野工場の社員食堂に産業給食参入
- 1965年（昭和40年） 東京、名古屋、大阪、福岡、仙台、札幌に営業所を設立。全国に2000の小売店を展開する。葛飾区高砂に、プロマイドを入れる額縁を作る製額工房を開設。
- 1970年（昭和45年） 「金多丸食品」設立。
- 1971年（昭和46年） 葛飾区細田に新工場開設。
- 1976年（昭和51年） 五十嵐義幸が社長に就任。「丸鈴額祿」を創立する。代わって斉藤午之助が社長に就任。
- 1977年（昭和52年） オリエンタル写真株式会社と業務提携し、プロマイド製造をオートメーション化。
- 1997年（平成9年）　三ツ澤博が社長に就任。
- 2009年（平成21年）　株式会社マルベルが株式会社金多丸食品と合併（マルベル・カネタマルフーズ事業部）。
- 2011年（平成23年） 創立90周年記念コンサート開催。
- 2014年（平成26年） 一般客向け80年代風プロマイド撮影プラン「マルベル80’s」スタート。
- 2015年（平成27年） 撮影スタジオを台東区雷門1丁目に移転。[1]

## 歴史

### 創業期
洋食店を営む三ツ澤実四郎が、経営不振だった洋食店の売上を少しでも上げようと、自らがコレクションしていた外国映画のスチールや俳優の写真を販売していた。1921（大正10）年、自身の誕生日である5月5日にマルベル堂を開業し、映画スターの写真「プロマイド」の販売を始めた。プロマイド第1号のスターは松竹蒲田の人気女優・栗島すみ子。
1923（大正12）年には卸部を開設、販路を拡大したが、同年に発生した関東大震災で被災。復興後、映画スター100名を網羅した「人気俳優番付」を年2回発行。年間発行部数は20万部にのぼった。

### 昭和期
映画産業の発展とともにプロマイド愛好者は増え続け、マルベル堂も快調に業績を伸ばした。撮影スタジオや製作工場など設備を整え、撮影・製造・販売までを体系化してプロマイド出版を確立。第二次世界大戦下においては当局から出版中止を勧告されたが、プロマイドの存在意義を主張し、戦線将校の慰問用として出版を認められた。しかし、1945（昭和20）年3月10日、東京大空襲でほとんどの店舗・施設が焼失。三ツ澤実四郎は長野県松本市に戦時疎開したが、終戦すると、マルベル堂の再起を発表。戦災で失われた事業回復に邁進した。
戦後、長谷川一夫や大川橋蔵、鶴田浩二、石原裕次郎などの映画スターや、美空ひばり、舟木一夫らといった歌手、ザ・スパイダース、オックス、ザ・ゴールデン・カップス、ザ・タイガースなどのグループサウンズ、そして岡崎友紀や南沙織、新御三家をはじめとするアイドルへとプロマイドの撮影は変遷。マルベル堂でプロマイドを撮影し、販売することがステータスとされ、多くのスターが浅草のマルベル堂スタジオにて撮影を行い、その売上ランキングは人気のバロメーターになっていた。
1973（昭和48）年ごろからカラーフィルムでのプロマイド撮影を開始。カラーテレビの一般家庭への普及によりアイドル黄金時代を迎え、プロマイドも全盛時代を迎える。

### 平成以降
1980年代後半より、音楽番組が激減しアイドルブームが衰退。それに伴いプロマイドの需要は減少した。
2000年代になると昭和レトロがブームとなり、昭和文化の象徴のひとつとして、当時を知らない世代にもマルベル堂のプロマイドが注目を浴びることとなる。

## 主な商品

### プロマイド
スターをマルベル堂専属カメラマンが撮影し、マルベル堂で製造・出版された写真。印画紙そのものを指す「ブロマイド」から、マルベル堂では「プロマイド」と呼称。8.9cm×14cmのオリジナルサイズで、1枚ずつ「プロマイド MARUBELL」の印字入りビニールに入った状態で販売されている。
　　

### プロマイド関連商品
プロマイドの引き延ばしやパネル加工の受注のほか、1970～1980年代のアイドルのプロマイドを使用したマルベル堂のプロマイドトランプ（男性編・女性編）、昭和歌謡の歌手45名のプロマイドを使用した昭和スターかるた、美空ひばりのプロマイドを使用した美空ひばりかるたを販売している。

### プロマイド以外の商品
ラミネートカードや下敷、ジグソーパズルなど1980～1990年代のアイドルグッズ、洋画や海外スターの写真・ポストカード、海外キャラクターのトレーディングカードなど。

## 撮影
マルベル堂の撮影スタジオにて、現在もプロマイド撮影や記念撮影を行っている。2014年からは一般向けにマルベル80’ｓという1980年代風の撮影プランがスタート。スタジオにあるレトロな衣装や小物を使って、1980年代のアイドルになりきって撮影ができる。

### マルベルポーズ
アップ、顔はまっすぐ、カメラ目線がプロマイド三原則。頬に人差し指を軽くつける、軽く握って頬に添える、両手をあごの下で花のように開くといったように、手を使ったポーズのパターンは「マルベルポーズ」としてプロマイド撮影の定番となっている。

## 歴代カメラマン
マルベル堂の専属カメラマン（五十嵐義幸、松井信夫、佐藤享助、吉本勝彦ら）が代々、プロマイドを撮影している。

### 中村孝
1973（昭和48）年、マルベル堂に入社。天地真理、西城秀樹を皮切りにキャンディーズ、ピンク・レディー、沢田研二、フォーリーブスなどの70年代アイドルや、松田聖子、中森明菜、近藤真彦、田原俊彦、野村義男、川崎麻世などの80年代アイドルなど、多くの昭和アイドルを撮影。2014（平成26）年、前立腺がんのため永眠。死の２ヶ月前までシャッターを押した。競艇好きでも知られ、「伝説のカメラマン」として今なお愛されている。

### 武田仁
中村孝の志と撮影技術を引き継ぎ、マルベル堂店長兼6代目カメラマンとしてプロマイド撮影を行う。2014（平成26）年にマルベル80’ｓを立ち上げ、若い世代を中心に幅広い層を笑顔にする撮影を続けている。また、撮影イベントや昭和・プロマイドに関するイベントも数多く開催。現在、『神保町歌謡POPS倶楽部』（東京ケーブルネットワーク）、『マルベル放送曲』（レインボータウンFM）にレギュラー出演中。

## エピソード

### 店名の由来
初代社長三ツ澤実四郎の兄が営んでいた「三ツ澤洋食器」の製品であるお皿に、当時流行っていたベルマークの銘が入っていたことに由来する。

### 汚れた空気の缶詰
2代目社長三ツ澤正治がアンカレッジ空港で販売されていた「フレッシュエアーの缶詰」にヒントを得、東京土産「汚れた空気の缶詰（TOKYO CANNED UN FRESH-AIR）」を販売。テレビ、ラジオで評判となりその後「秀峰富士の空気の缶詰」を販売した。

## イベント
- 2010年（平成22年）6月18日 - 大日本プロレス“岡林・河上”1日店長イベント
- 2010年（平成22年）10月2日 - 第1回 マルベル堂オフ会開催
- 2011年（平成23年）4月16日 - 第2回 マルベル堂オフ会開催
- 2011年（平成23年）5月5日 - マルベル堂90周年イベント開催
- 2011年（平成23年）6月24日 - 麻布茶房×マルベル堂コラボ店 小田原ロビンソン百貨店にオープン
- 2011年（平成23年）10月2日 - 「マルベル堂創業90周年東日本大震災復興支援同窓会コンサート」開催
- 2011年（平成23年）6月18日 - 第3回 マルベル堂オフ会開催
- 2012年（平成24年）5月26日 - 第4回 マルベル堂オフ会開催
- 2013年（平成25年）4月20日 - 第5回 マルベル堂オフ会開催
- 2014年（平成26年）4月12日 – 第6回 マルベル堂オフ会開催
- 2014年（平成26年）4月19日 - 第1回 平成生まれの昭和好き女子会開催
- 2014年（平成26年）4月29日 - 大崎一番太郎 撮影会＆即売会開催
- 2014年（平成26年）5月24日 - マルベル堂×ディスクユニオン昭和歌謡館 江藤博利（ずうとるび）トークイベント開催
- 2014年（平成26年）6月7日 - ベッド・イン プロマイド発射記念 “彼女がバブルに着替えたら”開催
- 2014年（平成26年）6月28日 - マルベル堂×ディスクユニオン昭和歌謡館 トークイベント開催 あべ静江トークショー・ミニライブ開催
- 2014年（平成26年）8月23日 - 第2回 平成生まれの昭和好き女子会開催
- 2014年（平成26年）9月13日 - ディスクユニオン昭和歌謡館×マルベル堂 畑中葉子トークショー・ミニライブ開催
- 2014年（平成26年）11月3日 - 岐阜県日本昭和村 プロマイド撮影会開催
- 2014年（平成26年）11月29日 - 第1回 昭和だらけの昭和ナイト開催
- 2015年（平成27年）1月1日 ~ 1月3日 - お年玉プロマイド撮影会開催
- 2015年（平成27年）1月12日 - メッセージプロマイド撮影会開催
- 2015年（平成27年）3月 - さっぽろ東急百貨店 プロマイド撮影会開催
- 2015年（平成27年）3月 - コマチヘア×マルベル堂 アサコレ撮影会開催
- 2015年（平成27年）4月25日 - マルベル堂オフ会 ファイナル開催
- 2015年（平成27年）6月27日 - マルベル堂×タワレコ秋葉原店×ベッド・イン ～AKIBAでもっこりバブルオン祭り。。。写ルンです！を見れルンです♥～
- 2015年（平成27年）7月25日 - 花火大好きプロマイド撮影会開催
- 2015年（平成27年）9月23日 - 彼女がバブルに着替えたら part2開催
- 2015年（平成27年）11月7日 - 第2回 昭和だらけの昭和ナイト開催
- 2015年（平成27年）11月29日 - さよならだけどさよならじゃない撮影会開催
- 2015年（平成27年）12月6日 - ディスクユニオン昭和歌謡館×マルベル堂 仲雅美レコードデビュー45周年記念特別企画　仲雅美“１ヶ月遅れの”バースデーパーティー開催
- 2016年（平成28年）3月6日 - さっぽろ東急百貨店 プロマイド撮影会開催
- 2016年（平成28年）3月12日 - BEAMS原宿にて撮影会開催
- 2017年（平成29年）2月11日 - 80’sもの自慢大会開催
- 2017年（平成29年）3月11日 - さっぽろ東急百貨店 プロマイド撮影会開催[7]

## 出版
- プロマイドと共に50年 (記念行事実行委員会) 1972年6月30日
- 1921⇒1981プロマイドと共にマルベル堂60年のあゆみ (マルベル堂創立60周年記念実行委員会) 1981年
- GUY’S ザ・プロマイド (群雄社) 1982年
- GAL’S ザ・プロマイド (群雄社) 1982年
- なつメロヒット曲ザ・プロマイド〈スタア編〉 (ソニー・マガジンズ文庫) 1994年12月
- なつメロヒット曲ザ・プロマイド〈アイドル編〉 (ソニー・マガジンズ文庫) 1994年12月
- マルベル堂のプロマイド (ネスコ) 1998年11月
- マルベル堂90周年記念企画 完全保存版 キャンディーズ プロマイドから微笑がえし 464カットすべて掲載 (徳間書店) 2011年9月29日
- マルベル堂制服アイドル白書 (徳間書店) 2011年10月1日
- 石原裕次郎 嵐を呼ぶプロマイド! (徳間書店) 2012年7月14日
- 吉永小百合プロマイド写真集 永遠の輝き (講談社) 2012年10月26日
- 舟木一夫 あゝ青春のプロマイド: 芸能生活55周年記念出版 505枚完全掲載 (徳間書店) 2017年6月24日

## 交通
- プロマイド店（東京都台東区浅草1-30-6） 
  - 東京メトロ銀座線浅草駅6番出口徒歩5分
- スタジオ（東京都台東区雷門1-14-6）
  - 東京メトロ銀座線浅草駅1番出口徒歩3分
  - 都営浅草線浅草駅A4出口徒歩5分

## その他の事業
- 飲食店の経営（レストラン浅草BELL）- 2015年6月閉店
- 食堂受託運営業務（レストラン・ベル）
- 高齢者向け宅配弁当サービスの提供（みすず亭）
- 食材・厨房用品卸（カネタマルフーズ）